# Patrick Tobin Asselin
Pour les articles homonymes, voir Asselin.
Joseph Patrick Tobin Asselin (29 mars 1930-31 août 2005) est un administrateur, agriculteur et homme politique fédéral et municipal du Québec.

## Biographie
Né à Québec dans la région de la Capitale-Nationale, M. Asselin devient député du Parti libéral du Canada dans la circonscription fédérale de Richmond—Wolfe en 1963 alors que le candidat libéral initial eu quitté la course. Dans le gouvernement de Lester B. Pearson, Asselin est président du comité permanent sur l'Agriculture qui inaugura un système d'office de commercialisation. Lors du retrait de Pearson, il soutient la candidature de Pierre E. Trudeau. Réélu en 1965, il fut défait dans Richmond, malgré les mesures progressistes amenées par la Trudeaumanie, par le candidat créditiste Léonel Beaudoin qui l'accusa entre autres d'être un communiste.
Après sa défaite, il travailla comme aide au ministre de l'Agriculture Bud Olson. Il retourne également en politique en devenant maire de la municipalité d'Aylmer de 1979 à 1983. Il travaille comme superviseur de la sécurité sur la colline parlementaire.
Son frère, Edmund Tobin Asselin, fut député fédéral de Notre-Dame-de-Grâce de 1962 à 1965, son grand-père, Edmund William Tobin, fut sénateur de la division Victoria et député fédéral de Richmond—Wolfe de 1900 à 1930 et son cousin, Martial Asselin, fut sénateur de la division Stadacona et député fédéral de Charlevoix de 1958 à 1962 et de 1965 à 1972.